# Agence Vu
Pour les articles homonymes, voir VU.
L’Agence VU est une agence de photographes.
Elle a été créée en 1986 par Christian Caujolle et Zina Rouabah avec le journal Libération comme actionnaire de référence. Elle a été cédée en 1997 au groupe Abvent, dirigé par Xavier Soule, spécialisé dans les logiciels d'imagerie dédiés aux marchés de l'architecture et du design.

## Historique
Son nom reprend celui d'un hebdomadaire illustré des années 1928 à 1940, VU, dirigé par Lucien Vogel. « En reprenant le titre de ce qui fut, en France et dans les années trente, le plus exemplaire hebdomadaire utilisant la photographie, nous disions clairement quel était notre propos et ce que nous devions à l’histoire ». Christian Caujolle[réf. nécessaire].
Elle travaille aussi bien avec des photojournalistes qu'avec des artistes utilisant la photographie.
L’Agence VU est une agence non spécialisée qui intervient sur une multitude de domaines : culture, politique, société, économie, sport, etc.
Elle accorde une part importante à la dimension culturelle de l’image à travers la création de la Galerie VU, fin 1998, la vente de tirages de collection, l’organisation d’expositions itinérantes et l’ouverture aux nouveaux modes de la communication. 

## Les photographes
Membres de l'Agence VU :
- Michael Ackerman
- Martina Bacigalupo
- Guia Besana
- Ferhat Bouda
- Bruno Boudjelal
- Philippe Brault
- Vincent Catala
- Juan Manuel Castro Prieto
- Denis Dailleux
- Jean-Robert Dantou
- Denis Darzacq
- Pierre-Olivier Deschamps
- Claudine Doury
- Marin Driguez
- Stéphane Duroy
- Ismail Ferdous
- Maia Flore
- François Fontaine
- Stanislas Guigui
- Guillaume Herbaut
- Rip Hopkins
- Françoise Huguier
- Steeve Iuncker
- Hien Lam Duc
- Ouka Leele
- Davide Monteleone
- Navia
- Darcy Padilla
- Francisco Proner
- Anne Rearick
- Selbert Adrien
- Massimo Siragusa
- Pieter ten Hoopen
- Patrick Taberna
- Lars Tunbjörk
- Van Denderen Ad
- Michel Vanden Eeckhoudt
- Paolo Verzone
- Munem Wasif
- Vanessa Winship
- Hugues de Wurstemberger
- Cyril Zannettacci

Elle compte parmi ses photographes Jane Evelyn Atwood, Bernard Faucon, Bernard Descamps, Richard Dumas, Samuel Bollendorff, Adriana Lestido, Christian Poveda, Gérard Rondeau, Manit Sriwanichpoom, et Guy Tillim.
Elle distribue des fonds photographiques comme ceux de Christer Strömholm, Anita Conti, Virxilio Vieitez, Martín Chambi, Ricard Terré et Gérard Rondeau.